# Káto Kleinés
Káto Kleinés (Kato Kleines) är en ort i Grekland.   Den ligger i prefekturen Nomós Florínis och regionen Västra Makedonien, i den norra delen av landet, 400 km nordväst om huvudstaden Aten. Káto Kleinés ligger 620 meter över havet och antalet invånare är 394.
Terrängen runt Káto Kleinés är kuperad åt sydväst, men åt nordost är den platt. Runt Káto Kleinés är det ganska glesbefolkat, med 25 invånare per kvadratkilometer. Närmaste större samhälle är Florina, 7,5 km söder om Káto Kleinés. Trakten runt Káto Kleinés består till största delen av jordbruksmark.